# Ischnoptera castanea
Ischnoptera castanea är en kackerlacksart som beskrevs av Henri Saussure 1869. Ischnoptera castanea ingår i släktet Ischnoptera och familjen småkackerlackor. Inga underarter finns listade i Catalogue of Life.